# Jädraås kyrksal
Jädraås kyrksal var till omkring 2010 en kyrkobyggnad i Jädraås. Den tillhörde Ockelbo församling i Uppsala stift.

## Orgel
1952 byggde Grönlunds Orgelbyggeri A, Gammelstad en mekanisk orgel med slejflåda. Tonomfång är på 56.
| Manual        |
| Gedackt 8'    |
| Blockflöjt 4' |
| Salicional 4' |
| Principal 2'  |

### Webbkällor
- byggnadspresentation